# Irodalmi Jelen
Az Irodalmi Jelen független irodalmi lap, amely három formában jut el az olvasókhoz: elektronikus újságként, nyomtatott folyóiratként és újságmellékletként.
Az elektronikus újság folyamatosan – akár naponta többször – frissül. Olvasóközönsége évek óta növekvő számú, ma már közel havi ötvenezer látogatót tesz ki.
A nyomtatott folyóirat igényes kiállításban, havonta hatszáz példányban jelenik meg. Célja a piaci jelenlét mellett a könyvtárak, intézmények, iskolák, gyűjtemények ellátása.
Az újságmelléklet a Románia délnyugati részén, jobbára szórványban vagy apró tömbökben élő magyarság egyetlen napilapjának, az Aradon készülő Nyugati Jelen ingyenes irodalmi melléklete, és havonta, 5300 példányban jelenik meg.
A legtöbb anyag az online kiadásban található, itt sok az aktualitás és az interaktív megnyilvánulás (komment és válasz), valamint kép és videó és e-kiadvány. A két nyomtatott változat nagyrészt e felület szövegeiből és képeiből készült válogatás, de eltérő terjedelemben és tartalommal.
A lapban kevés a hirdetés, a komoly forrásokat igénylő, jelentős irodalmi orgánum működése és széles hatása elsősorban a laptulajdonos személyes áldozatvállalásának köszönhető.

## Szerkesztőség
Az Irodalmi Jelen szerkesztősége Budapesten és Aradon található, de máshol – például Szegeden vagy Kolozsvárott – is vannak munkatársai. A lap gárdája a következő (2013. január): Böszörményi Zoltán főszerkesztő, Bege Magdolna főszerkesztő-helyettes, Makkai Ádám főmunkatárs (Budapest), Bene Zoltán (Szeged) próza, Juhász Kristóf kritika, Laik Eszter esszé, tudósítás, Varga Melinda (Kolozsvár) vers, interjú, Szőcs Tekla fotó, Hudy Árpád olvasószerkesztő, Jámbor Gyula lektor, Csipkár Nándor rendszergazda.

## Története
Az első lapszám 2001 novemberében jelent meg a Románia öt nyugati megyéje (Arad, Fehér, Hunyad, Krassó-Szörény, Temes) számára Aradon kiadott Nyugati Jelen napilap mellékleteként. Ezt megelőzően a  tizenhárom vértanú városában mindössze két, alig néhány számot megért irodalmi lap létezett, a múlt század húszas éveiben: a Franyó Zoltán nevéhez fűződő Genius, illetve Új Genius, és a Szántó György szerkesztette Periszkop.
Az első évben A4-es formátumban, 16 oldalon, a második évtől A3-as formátumban előbb 8, majd 12 és 16, 2005-től pedig már 28 oldalon közölte anyagait az Irodalmi Jelen. Az oldalszámok növekedésével fokozatosan önállósodott, már nemcsak a Nyugati Jelen előfizetői kapták meg, hanem egész Erdélyben és Magyarországon is terjesztették. 2006 márciusától 2008 októberéig 32 oldalon jelent meg. 2008 első hónapjaiban indult el az online kiadása, majd októbertől, a 32 oldalas nyomtatott változat megszűnésének időpontjától az Irodalmi Jelen szerkesztősége az irodalmi portál kialakítására, fejlesztésére koncentrál. A Nyugati Jelen előfizetőinek továbbra is havonta készül egy nyolcoldalas nyomtatott melléklet. A netes megjelenéssel párhuzamosan, 2011 szeptemberétől ismét nyomtatott folyóiratként is megjelenik az Irodalmi Jelen, 120 oldalon, A5-ös formátumban. Valamennyi lapszám elérhető a folyóirat honlapjáról a Lapozón keresztül.
Alapítója, Böszörményi Zoltán szinte kezdetektől a főszerkesztői teendőket is ellátja, leszámítva az induló évet, amikor az akkor Münchenben élő Hudy Árpádot kérte fel a lap vezetésére.  	

## Célkitűzések
Kezdettől változatlan a lap értékelvűsége és nyitottsága, függetlenül a szerzők földrajzi vagy nemzedéki hovatartozásától, eltérő stílusoktól. Az Irodalmi Jelennek is megvan a maga holdudvara, anélkül, hogy ez irodalmi vagy egyéb jellegű szekértábort jelentene. Feladatának tekinti az összmagyar irodalom képviseletét, hagyományainak ápolását és változatosságának bemutatását. A világ minden táján – elsősorban a történelmi Magyarország területén – élő magyar költők, írók és műfordítók műveinek közlésével minél szélesebb olvasói rétegnek kíván jó minőségű irodalmat közvetíteni. Kohéziót teremt kortárs és klasszikus, anyaországi és határon túli, fiatal és érett irodalom között, és teret ad a nemzetek és kultúrák közötti átjárásnak is.
2011 őszén, a Fészek Klubban rendezett jubileumi ünnepségen tartott beszédében a főszerkesztő, Böszörményi Zoltán elmondhatta: „Az elmúlt tíz év folyamán megőriztük a lap politikai semlegességét, továbbra is a történelmi Magyarország területén és a világban, szórványban élő alkotók írásait, képzőművészek munkáiról készült fotókat, illusztrációkat közöljük.”
Külön figyelmet érdemel, hogy az Irodalmi Jelen az évek során kiemelkedő orgánuma lett a  fiatal és a legfiatalabb alkotónemzedék bemutatkozásának, illetve az ifjabb olvasók irodalmi tájékozódásának.

## Rovatok és rendezvények

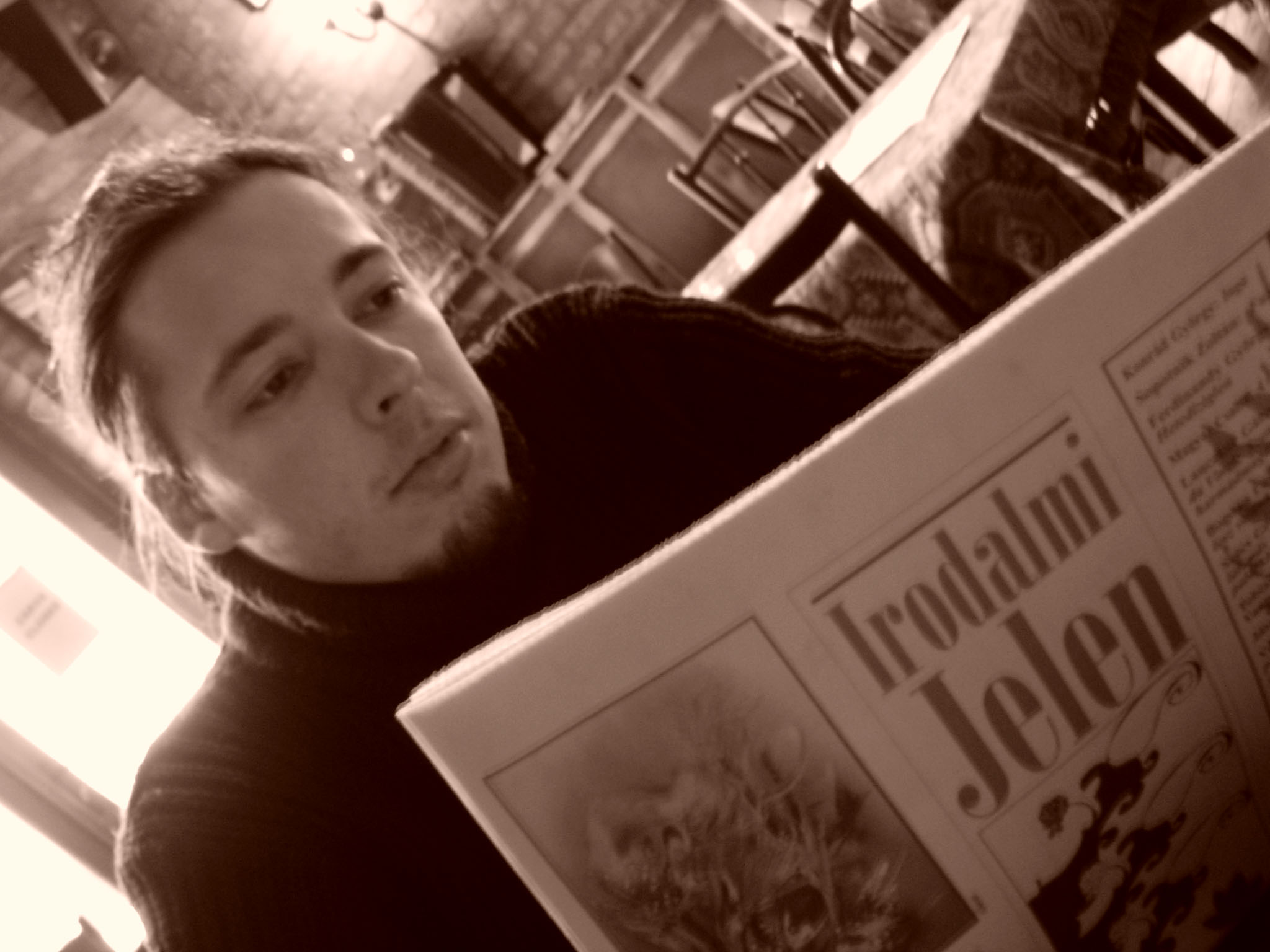

Céltudatos szépirodalmi vállalkozása volt a lapnak a Verstörténés című sorozat, melyben három év (2010–12) alatt csaknem ötven állandó szerző művei jelentek meg. A Verstörténés Műhely, megalakulását követően, számos összművészeti akciót szervezett, melyek közül kiemelkedett a 2011. évi Költészet Napján a Bárka színházban rendezett Verslánc–Verstér című előadás.
Az Irodalmi Jelen SzóKép rovata a költészet és a képzőművészet élő kapcsolatainak ápolását szolgálja. Az online kiadásban Galéria címszó alatt szöveg nélkül is megtekinthetők egy-egy kortárs alkotó munkái. A vizuális kultúra képviselete mellett az IJ a zene és hangzó irodalom megjelenését is lehetővé teszi (Arcot a versnek video-, és Hangos vers audiosorozat), továbbá a lap szerves részét alkotó tudósításokat, eseménybeszámolókat, riportokat is fotók, filmfelvételek egészítik ki.
A Holt Költők Társasága és a Praesent rovatokban a magyar irodalmi hagyomány ápolása, lappangó remekművek életre keltése, az irodalmi köztudat határára szorult szerzők megidézése a cél.
Új kezdeményezés A hónap költője/írója sorozat, melynek keretében eredeti szépirodalmi publikációk mellett esszék és a szerzővel folytatott beszélgetés is helyet kapnak.
Az Irodalmi Jelen szerzői estjei és a jelenleg a hónap első hétfőjén a Buena Vista vendéglőben tartott lapszámbemutató programjai alkalmat teremtenek az olvasókkal való közvetlen találkozásra, az élményszerű irodalomközvetítésre és az aktív párbeszédre.
Nevéhez híven az Irodalmi Jelen fontos tájékozódási felület a kortárs magyar irodalom aktuális eseményeiről, színtereiről, szereplőiről. A lap publicisztikai arculatát az irodalmi, tágabb értelemben a magyar szellemi élet közérdeklődésre számot tartó témái alakítják. Ezek felvetése gyakorta vitákra, közéleti eszmecserékre ad alkalmat, melyek elől a szerkesztőség a kulturált diskurzus határain belül sohasem zárkózik el.
2003-ban indul az Irodalmi Jelen Könyvek sorozat, igényesen szerkesztett kötetei, rendszeresen jelen vannak a Könyvhéten és egyéb könyvvásárokon.
Az Irodalmi Jelen irodalmi versenyei már hagyománynak számítanak, győztesei értékes díjakat kapnak. Nagy visszhangja volt a 2004 és 2006 közt lezajlott regénypályázatnak, amelyre 12 országból közel 300 pályamű érkezett be, de élénk érdeklődés övezte 2009-ben a helyszíni tudósításokra, 2010–11-ben pedig az Egyperces novellapályázatot és a SZÓ-NET néven diákoknak kiírt költői versenyt is, akárcsak 2012-ben a Moral History novellapályázatot és az ugyanebben az évben meghirdetett kommentírói (miniesszé) vetélkedőt.
Az Irodalmi Jelen indulása óta évente több kategóriában kiosztja saját, növekvő presztízsű díját, az Irodalmi Jelen-díjat.

## Irodalmi Jelen-díj
- 2013
  - Költészet: Varga Melinda
  - Próza: Boldog Zoltán
  - Esszé: Hudy Árpád
  - Fordítás: Sohár Pál
  - Gyermekversek: Nagyálmos Ildikó
- 2012[14]
  - Költészet: Jónás Tamás
  - Próza: Majoros Sándor
  - Esszé: Bíró-Balogh Tamás
  - Fordítás: Kabdebó Tamás fordítónak és Mary O’Donnellnek, a magyarra fordított kötet – The Place of Miracles / Csodák földje – szerzőjének, valamint Joseph Woodsnak, a magyarra fordított kötet – Ocean Letters / Óceán levelek – szerzőjének
  - Tokay György a Jó bolondok ügyvédje vallomáskötetért.
- 2011[15]
  - Költészet: Farkas Wellmann Éva
  - Próza: Murányi Sándor Olivér
  - Esszé: dr. Fried István
  - Nyelvészet – rovásírás-kutatás: Mandics György
  - Fordítás: Gergely Zsuzsa fordítónak és Mircea Cărtărescunak, a magyarra fordított kötet – Enciclopedia zmeilor / Sárkányok enciklopédiája – szerzőjének.
- 2010
  - Próza: Onagy Zoltán
  - Költészet: Markó Béla
  - Kritika: Szörényi László
- 2009 
  - Próza: Danyi Zoltán
  - Költészet: Gömöri György
  - Esszé: Jász Attila
- 2008 
  - Próza: Cserna Szabó András (Puszibolt)
  - Költészet:  Weiner Sennyey Tibor
  - Kritika: Elek Tibor
- 2007 
  - Próza: Veress Anna (dramaturg)
  - Költészet: Muszka Sándor
  - Kritika: Pécsi Györgyi
- 2006 
  - Próza: Kukorelly Endre (ROM)
  - Költészet: Karácsonyi Zsolt (A Nagy Kilometrik)
  - Kritika: Kántor Lajos (Vigyázó szemünk)
- 2005 
  - Próza: Orbán János Dénes (Búbocska), Pongrácz P. Mária (Arckép lepkékkel)
  - Költészet: Eszteró István (Egy könnyű garni)
  - Kritika: Mózes Attila (Céda korok történelme)
- 2004 
  - Próza: Lőrincz György (Pusztulás)
  - Költészet: László Noémi (Százegy)
- 2003 
  - Próza: Márton László (Testvériség)
  - Költészet: Szőcs Géza (Az allegóriás ember)
- 2002 
  - Próza: Bogdán László (Drakula megjelenik és A szoros délben)
  - Költészet: Szálinger Balázs (Első Pesti vérkabaré)